# Bonab
Bonab (perski: بیناب) – miasto w Iranie, w ostanie Azerbejdżan Wschodni. W 2006 roku miasto liczyło 75 332 mieszkańców w 19 922 rodzinach.